# Seres Ildikó
Seres Ildikó (Székesfehérvár, 1962. április 26. –) Jászai Mari-díjas színésznő, operettprimadonna, rendező, ének- és drámapedagógus.

## Tanulmányai
Zenei műveltségét 1968 és 1976 között a Székesfehérvári Kodály Zoltán Ének-Zenei Általános Iskolában alapozta meg, ahol igen magas szinten folyt a zenei oktatás. Énektanára Mihályi Gyuláné, Kodály egykori növendéke volt. Számos külföldi zenepedagógus járt bemutató óráikra. 13 évesen meghatározó élmény volt számára az a turné, ahol tanárnője és Ugrin Gábor vezetésével a Kodály-módszert népszerűsítették Portugáliában. A helyi zeneiskola zenekarának koncertmestere volt. Hegedű tanulmányait csak akkor fejezte be, amikor magánének órákra kezdett járni. Középiskolai tanulmányait a Székesfehérvári Vasvári Pál Gimnázium zenei tagozatán végezte. Énektanára Sz. Hartyányi Judit volt. Ebben az időszakban még újságírónak készült. Iskolatársával, Radics Péterrel szerkesztették az "Irka" c. diáklapot. 1980-ban érettségizett. Főiskolai felkészítő tanára a kitűnő ének pedagógus, Králikné Rosner Melánia volt. 1983-ban diplomázott a Győri Liszt Ferenc Zeneművészeti Főiskola Tanárképző Intézet magánének szakán. Főtárgy tanára a Budapesti Operettszínház egyik akkori primadonnája, Kovács Brigitta volt. Húsz évvel később, 2004-ben (miskolci színészként) drámapedagógia szakon is diplomázott a Színház- és Filmművészeti Egyetemen. Főtárgy tanára Gabnai Katalin volt. 2018-ban a Miskolci Egyetem Bartók Béla Zeneművészeti Intézetén vette át mesterfokozatú énektanári diplomáját, kitüntetéses eredménnyel. Főtárgy tanára Szitás Mariann volt.

## Életpályája
Friss diplomásként, 1983 őszén a Győri Kisfaludy Színház (ma Győri Nemzeti Színház) énekkarába szerződött. Az akkori igazgató Bor József, a zenei vezető Csala Benedek volt. Tőlük és a zenés darabokat koreografáló Somoss Zsuzsától tanulta meg a zenés színház alapjait. A második évadtól előbb kisebb, majd egyre nagyobb szerepeket kapott. 1988-ban Lendvay Ferenc igazgató szerződtette primadonnának a Kecskeméti Katona József Színházhoz. A nyugdíjba vonuló Lendvay Ferenc után a negyedik kecskeméti évada igazgatója Illés István lett. 1992-ben szerződött a Miskolci Nemzeti Színházhoz az akkori új direktor, Hegyi Árpád Jutocsa hívására. Azóta is a miskolci színház tagja. További igazgatói: Kiss László, Halasi Imre és jelenleg Kiss Csaba. Kerényi Miklós Gábor igazgató hívására 2002-2004 között vendégként a Budapesti Operettszínházban is játszott.
Szinte minden színházi műfajt kipróbált. Az operett irodalom primadonna és musical szerepei mellett számtalan prózai szerepet is eljátszott. A Miskolci Nemzeti Színház "Színházi esték" című folyóiratában gyakran jelentek meg személyes hangvételű, színházi témájú írásai. A Miskolci Nemzeti Színházban 2004-től működő első vidéki szinkronstúdió egyik legfoglalkoztatottabb hangja volt. (Természettudományi és ismeretterjesztő filmekhez készültek magyar nyelvű, hang-alámondásos szövegei.)
Operettgálákkal többször turnézott az USA-ban, Kanadában, Kínában, Japánban, Hollandiában, Belgiumban, Luxemburgban, Németországban, Ausztriában, Olaszországban.
A Miskolci „Bartók +…” Nemzetközi Operafesztivál kísérő programjainak művészeti vezetője, szervezője. A Miskolci Operabarátok Egyesületének elnöke.
Nemcsak színészként, rendezőként, hanem színészpedagógusként is tevékenykedik. A Miskolci Nemzeti Színház 1993-2000 között működő színi tanodájának egyik alapító tagja, zenés mesterség tanára, osztályfőnöke majd koordinátora is volt. 2004-2006 között a Miskolci A+Euro-Pay Gimn. és Szakk. Iskola színész szakának mesterség tanára. 2007 óta a Szemere Bertalan Művészeti Szakközépiskola tánctagozatos növendékeinek színészmesterség tanára. 2012. és 2014. között a Miskolci Nemzeti Színház „Színház és Tudás” (SZI-TU) és „Színház és Világ” (SZI-VI) programja keretében drámapedagógiai foglalkozásokat vezetett és a zenés színház kulisszatitkairól tartott előadásokat miskolci diákoknak. 2017. szeptembere óta a miskolci Zrínyi Ilona Gimnázium drámatagozatán tanít, ének- és drámapedagógusként. 2018. szeptember óta a Miskolci Bartók Béla Zene- és Táncművészeti Szakgimnáziumban is óraadó tanár. A Miskolci Nemzeti Színház színházi nevelés programjának egyik vezetője.

## Családja
Édesanyja dr. Balásné Szalma Klára. Édesapja Seres Ferenc 45 éves korában elhunyt. Egy leánytestvére van. Általános iskolás korában pedagógus nagyszülei és dédanyja nevelték. Kétszer vált el. Első férje Szegő Miklós (rádiós újságíró) volt. Második férje Kozma Attila (táncos, koreográfus) volt. Közös gyermekük, Kozma Johanna 1996-ban született.
A Színházi adattárban regisztrált bemutatóinak száma: Színész-88; rendező-11. Ugyanitt két előadás fotóján is látható.

## Szerepei

### Operettszerepek
- Pjotr Iljics Csajkovszkij: Diadalmas asszony (Szonja), rendező: Bor József- Győri Nemzeti Színház
- Kálmán Imre: 
  - A cigányprímás (Juliska), rendező: Bor József - Győri Nemzeti Színház
  - Csárdáskirálynő (Szilvia), rendező: Angyal Mária - Kecskeméti Katona József Színház; Hegyi Á.Jutocsa - Miskolci Nemzeti Színház
  - Cirkuszhercegnő (Fedora), rendező: Hegyi Árpád Jutocsa – Kecskeméti Katona József Színház
  - Cirkuszhercegnő (Fedora / Mabel), rendező: Bor József - Miskolci Nemzeti Színház
  - Csárdáskirálynő (Cecília), rendező: Halasi Imre - Miskolci Nemzeti Színház
  - Marica grófnő (Marica), rendezők: Schlanger András - Miskolc; Kosaras Vilmos - Torontoi Magyar Színház; Halasi Imre - Miskolci Nemzeti Színház
  - Csárdáskirálynő (Cecília), rendező: Béres Attila - Miskolci Nemzeti Színház
- Jacques Offenbach: Párizsi élet (Gabriella), rendező: Kertész László - Népszínház
- Fényes Szabolcs: Maya (Maya), rendező: Lendvay Ferenc - Kecskeméti Katona József Színház
- Ábrahám Pál: Viktória (Viktória), rendező: Hegedűs László - Kecskeméti Katona József Színház
- Jacobi Viktor: Leányvásár (Lucy), rendező: Angyal Mária - Kecskeméti Katona József Színház
- Szirmai Albert: Mágnás Miska (Rolla), rendező: Lendvay Ferenc - Kecskeméti Katona József Színház
- Huszka Jenő: Gül baba (Leila), rendező: Frenkó Zsolt - Iglódi István - Kecskeméti Katona József Színház
- Lehár Ferenc: 
  - A mosoly országa (Lisa), rendező: Lendvay Ferenc - Kecskeméti Katona József Színház; Hegyi Á. Jutocsa - Miskolci Nemzeti Színház
  - A víg özvegy (Glavari Hanna), rendezők: Horváth Péter; Rusznyák Gábor - Miskolci Nemzeti Színház
  - Cigányszerelem (Ilona), rendező: Hegyi Árpád Jutocsa -  Miskolci Nemzeti Színház
  - Luxemburg grófja (Madame Fleury), rendező: Iglódi István – Budapesti Operettszínház
- Johann Strauss: A cigánybáró (Szaffi), rendező: Majoros István - Miskolci Nemzeti Színház
- Johann Strauss: A denevér (Rosalinda), rendezők: Hegyi Árpád Jutocsa; Halasi Imre – Miskolci Nemzeti Színház
- Púder nélkül - szubjektív operettkalauz (Primadonna), rendező: Seres Ildikó - Miskolci Nemzeti Színház

### Musical szerepek
- Bertolt Brecht - Kurt Weill: Koldusopera (Lucy), rendező: Sík Ferenc – Győri Nemzeti Színház
- Jerry Herman: Hello, Dolly! (Mrs. Molloy), rendező: Bor József- Kecskemét; Hegyi Á. Jutocsa - Miskolci Nemzeti Színház
- John Kander - Fred Ebb: Cabaret (Sally Bowles), rendező: Hegyi Árpád Jutocsa - Miskolci Nemzeti Színház
- Tolcsvay László - Müller Péter - Müller Péter Sziámi: Mária evangéliuma (Mária), rendező: Müller Péter Sziámi - Miskolci Nemzeti Színház
- Lévay Szilveszter - Michael Kuncze: Elisabeth (Sissi), rendező: Kerényi Miklós Gábor - Miskolci Nemzeti Színház
- Stephen Sondheim: Egy kis éji zene / A Little Night Music (Desirée), rendező: Garry Brigle - Miskolci Nemzeti Színház
- Leonard Bernstein: West Side Story (Anita), rendező: Majoros István - Miskolci Nemzeti Színház
- Andrew Lloyd Webber - Tim Rice: Jézus Krisztus szupersztár (Mária Magdolna), rendező: Krámer György - Miskolci Nemzeti Színház
- Jerry Bock: Hegedűs a háztetőn / Fiddler on the Roof (Golde), rendező: Horváth Péter - Miskolci Nemzeti Színház
- Richard Rodgers - Oscar Hammerstein: A muzsika hangja / The Sound of Music (Apácafőnöknő és Elsa), rendezők: Éry-Kovács András – Budapesti Operettszínház; Korcsmáros György - Miskolci Nemzeti Színház
- Vajda Gergely: A gólem (Rebeka), rendező: Almási-Tóth András – Budapesti Operettszínház
- Nagy Tibor - Pozsgai Zsolt: A kölyök (Madame Foyer), rendező: Halasi Imre – Miskolci Nemzeti Színház
- Bertolt Brecht - Kurt Weill: Filléres opera (Kocsma Jenny), rendező: Méhes László – Miskolci Nemzeti Színház
- Fenyő Miklós - Novai Gábor: Hotel Menthol (Csa-Csa-Csa), rendező: Halasi Imre – Miskolci Nemzeti Színház
- Dan Goggin: Apácák / Nunsense (Mária Regina nővér, zárdafőnöknő), rendező: Szirtes Gábor – Miskolci Nemzeti Színház
- Jávori Ferenc: Menyasszonytánc (özv. Blumné), rendező: Halasi Imre – Miskolci Nemzeti Színház
- Claude-Michel Schönberg: Nyomorultak / Les Misérables (Thenardierné), rendező: Halasi Imre – Miskolci Nemzeti Színház
- Presser Gábor - Horváth Péter: A padlás (Mamóka), rendező: Rusznyák Gábor - Miskolci Nemzeti Színház
- John Kander- Fred Ebb: Zorba, a görög (Madame Hortense), rendező: Szőcs Artúr - Miskolci Nemzeti Színház

### Zenés játék szerepek
- Paul és Franc Schönthan: A szabin nők elrablása (Irma), rendező: Bor József - Győri Nemzeti Színház
- Molnár Ferenc: Doktor úr (Sárkányné), rendező: Lendvay Ferenc - Kecskeméti Katona József Színház
- Claude Magnier - Nádas Gábor - Szenes Iván: Mona Marie mosolya (Genevieve), rendező: Bor József - Kecskeméti Katona József Színház
- Aldobolyi Nagy György - Frank Baum: Óz, a csodák csodája (Gonosz boszi), rendező: Quintus Konrád - Miskolci Nemzeti Színház
- Egy kabaré (Nő) rendező: Szervét Tibor - Miskolci Nemzeti Színház
- Szívhangok – Önálló est, rendező: Quintus Konrád - Miskolci Nemzeti Színház
- Müller Péter - Seress Rezső: Szomorú vasárnap (Helen), rendező: Müller Péter Sziámi - Miskolci Nemzeti Színház
- Csemer Géza: A cigányprimadonna (Hegyi Aranka), rendező: Csemer Géza - Budapest
- Fényes Szabolcs: Bubus (Jolán), rendező: Zubornyák Zoltán - Tapolcai Nyári Színház
- Vajda Katalin: Anconai szerelmesek (Dorina), rendező: Korognai Károly - Miskolci Nemzeti Színház
- Brandon Thomas - Aldobolyi Nagy György: Charley nénje (Donna Lucia), rendező: Korcsmáros György - Miskolci Nemzeti Színház
- Karinthy Frigyes: Boga beszél (Boga), rendező: Seres Ildikó – Miskolci Nemzeti Színház

### Opera szerepek
- Pietro Mascagni: Parasztbecsület (Lola), rendező: Bor József - Győri Nemzeti Színház
- Georges Bizet: Carmen (Frasquita), rendező: Bor József - Győri Nemzeti Színház
- Ch. W. Gluck: A rászedett kádi (Fatime), rendező: Horváth Patrícia – Budapesti Színház- és Filmművészeti Egyetem
- Richard Wagner: A bolygó hollandi (öreg Senta), rendező: Kozma Attila – Zsámbéki Nyár
- Pjotr Iljics Csajkovszkij: Anyegin (Larina), rendező: Kovalik Balázs - Majoros István – Miskolci Nemzeti Színház
- Gerorges Bizet: Carmen (Mercédes), rendező: Selmeczi György - Miskolci Nemzeti Színház
- Jacques Offenbach: Hoffmann meséi (Giulietta) rendező: Halasi Imre – Miskolci Nemzeti Színház
- W. Amadeus Mozart: Figaro házassága (Marcellina), rendező: Cser Ádám – Miskolci Nemzeti Színház

### Drámai szerepek
- Friedrich Dürrenmatt: A fizikusok (Monika nővér), rendező: Giricz Mátyás - Kecskeméti Katona József Színház
- Robert Harling: Dallastól nyugatra (eredeti cím: Acélmagnóliák) (Shelby), rendező: Kővári Katalin - Miskolci Nemzeti Színház
- Jean Genet: Paravánok (Varda), rendező: Zsótér Sándor - Miskolci Nemzeti Színház
- Alexandre Dumas - Zsótér Sándor: Hölgy kaméliák nélkül (Nő), rendező: Zsótér Sándor - Miskolci Nemzeti Színház
- W. Shakespeare: Hamlet (Gertrud királyné) rendező: Müller Péter Sziámi - Miskolci Nemzeti Színház
- Ken Kesey - Wassermann: Kakukkfészek (Főnéni), rendező: Kiss József - Miskolci Nemzeti Színház
- Neil Simon: Furcsa pár - Női változat (Florence), rendező: Szervét Tibor - Miskolci Nemzeti Színház
- Georges Feydeau: Bolha a fülbe (Lucienne), rendező: Méhes László – Miskolci Nemzeti Színház
- Robert Thomas: Nyolc nő (Gaby), rendező: Balikó Tamás – Miskolci Nemzeti Színház
- Mario Diament: Látatlan találkozások (Pszichológusnő), rendező: Lévay Adina – Miskolci Nemzeti Színház
- Parti Nagy Lajos: Ibusár (Sárbogárdi Jolán), rendező: Ács János - Miskolci Nemzeti Színház
- Richard Alfieri: Hat hét, hat tánc (Lily), rendező: Balikó Tamás – Miskolci Nemzeti Színház
- Bertolt Brecht - Paul Dessau: Kurázsi mama (Kurázsi mama), rendező: Rácz Attila – Miskolci Nemzeti Színház
- W.Shakespeare: IV. Henrik (Sürge asszony), rendező: Kiss Csaba - Miskolci Nemzeti Színház
- Edward Albee: Mindent a kertbe! (Berni), rendező: Zsótér Sándor - Miskolci Nemzeti Színház
- Móricz Zsigmond: Kivilágos kivirradtig (Szalayné Irma), rendező: Rusznyák Gábor - Miskolci Nemzeti Színház
- Shakespeare: "Ahogytetszik" (Simone), rendező: Rusznyák Gábor - Miskolci Nemzeti Színház
- Martin McDonagh: Hóhérok (Alice), rendező: Béres Attila - Miskolci Nemzeti Színház
- FILM: Illemberke (Anya) – tv-sorozat (rendező: Fazekas Lajos)

## Rendezések (Miskolci Nemzeti Színház, rövidítés: MNSZ)
- Fényes Szabolcs: Maya (MNSZ Színi Tanoda vizsgaelőadás 1995.)
- Miles Goodman: Rémségek kicsiny boltja (MNSZ Színi Tanoda vizsgaelőadás 1999.)
- Andersen: Hókirálynő (A+Euro-Pay Gimn. és Szakk. Isk., színész szak vizsgaelőadás, MNSZ - Játékszín 2004.)
- Molnár Ferenc: Ibolya (A+Euro-Pay Gimn. és Szakk. Isk.,Gimn. és Szakk. Isk., színész szak vizsgaelőadás, MNSZ - Játékszín 2005.)
- Madách Imre: Az ember tragédiája (A+Euro-Pay színész szak vizsgaelőadás, MNSZ - Játékszín 2006.)
- Csukás István: Ágacska (MNSZ - Kamaraszínház, 2002.)
- 180 éves Miskolci Nemzeti Színház Ünnepi gálaest (MNSZ 2003.)
- Romhányi József - Fényes Szabolcs: Hamupipőke (MNSZ - Kamaraszínház 2006.)
- 1956-os díszelőadás (MNSZ 2006.)
- Hétre ma várom a Nemzetinél (MNSZ 2006.)
- Rákos Péter - Bornai Tibor: Mumus (MNSZ - Kamaraszínház 2007.)
- Carlo Collodi – Litvai Nelli - Horváth Károly: Pinokkió (MNSZ - Kamaraszínház 2008.)
- Múzsa-díj Gála (MNSZ 2008.)
- Szilágyi Andor: Leánder és Lenszirom (MNSZ - Kamaraszínház 2009.)
- Karinthy Frigyes: Boga beszél (MNSZ - Játékszín 2009.)
- Csorba Piroska: A csalogány (Miskolci Színháztörténeti Múzeum 2010.)
- Gabnai Katalin - Rossa László: A mindenlátó királylány (MNSZ - Kamaraszínház 2010.)
- Presser Gábor – Varró Dániel - Teslár Ákos: Túl a Maszat-hegyen (MNSZ - Kamaraszínház 2011.)
- Frank Baum - Ferenczi György: Óz, a nagy varázsló (MNSZ - Kamaraszínház 2012.)
- Gregg Opelka: C’est la vie (MNSZ - Játékszín 2013.)
- Púder nélkül – szubjektív operettkalauz (MNSZ - Játékszín 2013/14.)
- Bagossy László: A Sötétben Látó Tündér (MNSZ - Kamaraszínház 2014.)
- Neil Simon-Marvin Hamlisch: Édeskettes hármasban (MNSZ - Játékszín 2016.)
- BAZ Megyei Prima Gála (MNSZ 2010-2017.)

## Díjai, elismerései
- 1996. Nívó-díj (Miskolc MJV)
- 2005. Déryné-díj (Miskolc MJV)
- 2010. Jászai Mari-díj (Állami kitüntetés)
- 2011. B-A-Z Megyei Pima Díj (Vállalkozói szféra díj)
- 1994, 1995, 1997, 2000, 2006, 2008, 2009, 2010., 2011. Máthé Baba-díj (közönség díj)
- 1992. óta "Az évad színésznője" nyolc alkalommal, a társulat szavazatai alapján